# Бјуфорд (Вајоминг)
Бјуфорд (енгл. Buford) неукључена је заједница, тј. град у округу Олбани у држави Вајоминг у САД. Налази се на државном путу 80 недалеко од главног града Шајена. Смештен је на надморској висини од 2.400 m, а име је добио по мајору Џону Бјуфорду.

## Историја
Град је основан 1886. године током изградње Трансконтиненталне железнице кроз Вајоминг. У том периоду имао је око 2.000 становника. Дон Самонс, који је и незванични градоначелник Бјуфорда, доселио се 1980. године са женом и сином. Године 1995. жена му је умрла, а син се око 2007. године одселио. Самонс је остао као једини становник града. У априлу 2012. Бјуфорд је стављен на аукцију, а купила су га два Вијетнамца за око 900.000 долара.

## Одлике
Бјуфорд се састоји од мале продавнице, бензинске пумпе, куће и око 10 acres (4,0 ha) земљишта.

## Становништво
| Група             | 2000. | 2010. |
| Белци             |       |       |
| Афроамериканци    |       |       |
| Азијати           |       |       |
| Хиспаноамериканци |       |       |
| Укупно            |       |       |